# Tlacomulco, Atoyatempan
Tlacomulco är en ort i Mexiko.   Den ligger i kommunen Atoyatempan och delstaten Puebla, i den sydöstra delen av landet, 150 km sydost om huvudstaden Mexico City. Tlacomulco ligger 1 946 meter över havet och antalet invånare är 117.
Terrängen runt Tlacomulco är platt åt nordost, men åt sydväst är den kuperad. Runt Tlacomulco är det ganska glesbefolkat, med 21 invånare per kvadratkilometer. Närmaste större samhälle är Tecamachalco, 19,1 km öster om Tlacomulco. Trakten runt Tlacomulco består i huvudsak av gräsmarker.